# Gianluca Paparesta
Gianluca Paparesta (født 25. maj 1969 i Bari) er en italiensk fodbolddommer. Han har aldrig dømt VM eller EM kampe, men han har dømt 9 kampe i UEFA-cupen

## Links
officiel hjemmeside Arkiveret 4. oktober 2003 hos  Wayback Machine
| Biografi | Spire Denne biografi om en fodbolddommer er en spire som bør udbygges. Du er velkommen til at hjælpe Wikipedia ved at udvide den. |